# Baroña
Baroña (llamada oficialmente San Pedro de Baroña) es una parroquia española del municipio de Puerto del Son, en la provincia de La Coruña, Galicia.

## Entidades de población
Entidades de población que forman parte de la parroquia:
- Abuín
- Arnela (A Arnela)
- Campanario (O Campanario)
- La Iglesia (A Igrexa)
- Lavandeira
- Montemuíño
- Orellán
- Penas
- Raña
- Seoane (Soanes)
- Tarrío
- Udres
- Vilar

No aparecen en el INE, pero sí en el noménclator:
- Insua
- O Castro
- O Covelo
- O Lagarto

## Demografía
| Gráfica de evolución demográfica de Baroña entre 2000 y 2019 |
|                                                              |
| Datos según el nomenclátor publicado por el INE.             |